# Michał Latoś

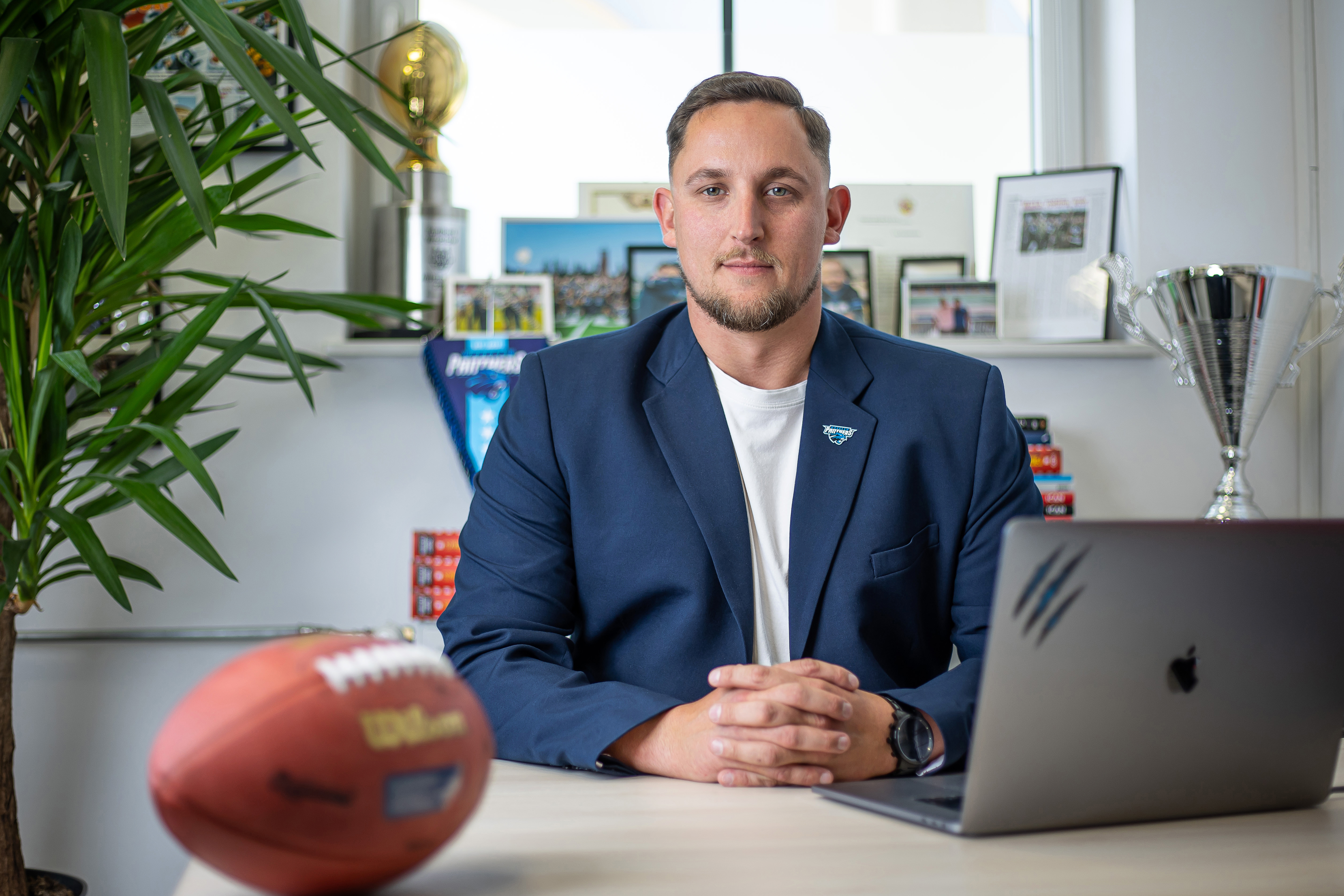
Michał Latoś

Michał Latoś (ur. 6 stycznia 1989 we Wrocławiu) – polski działacz sportowy. W latach 2017-2024 roku prezes klubu sportów amerykańskich Panthers Wrocław. Od 2020 roku członek komisji rewizyjnej Polskiego Komitetu Sportów Nieolimpijskich oraz Związku Futbolu Amerykańskiego w Polsce. Od 2021 roku menedżer generalny reprezentacji Polski w futbolu amerykańskim. Od grudnia 2024 Dyrektor Marketingu i PR w Polskim Związku Koszykówki. 

## Kariera
Latoś jest związany ze sportem od młodości – jako nastolatek występował w koszykarskim Śląsku Wrocław oraz pełnił rolę kapitana koszykarskiej reprezentacji Polski juniorów. Jest wielokrotnym medalistą młodzieżowych mistrzostw Polski w koszykówce oraz w futbolu amerykańskim. Jako zawodnik występował w The Crew Wrocław oraz Giants Wrocław.
Jako członek zarządu wspólnie z Panthers Wrocław czterokrotnie zdobywał tytuł mistrza Polski w futbolu amerykańskim oraz mistrzostwo Europy IFAF Champions League w 2016 roku. W 2021 roku w roli prezesa wprowadził polski zespół do międzynarodowych rozgrywek European League of Football.
W 2017 roku pracował przy organizacji The World Games we Wrocławiu. W 2019 roku w plebiscycie Słowa Sportowego został wybrany działaczem roku. Ukończył studia licencjackie na kierunku Sport w Wyższej Szkole Sportu oraz studiował Zarządzanie w ICAN Institute.
W październiku 2024 ustąpił z miejsca Prezesa Zarządu Panthers Wrocław a w grudniu tego samego roku objął stanowisko dyrektora marketingu i PR Polskiego Związku Koszykówki.